# Klinik Donaustadt

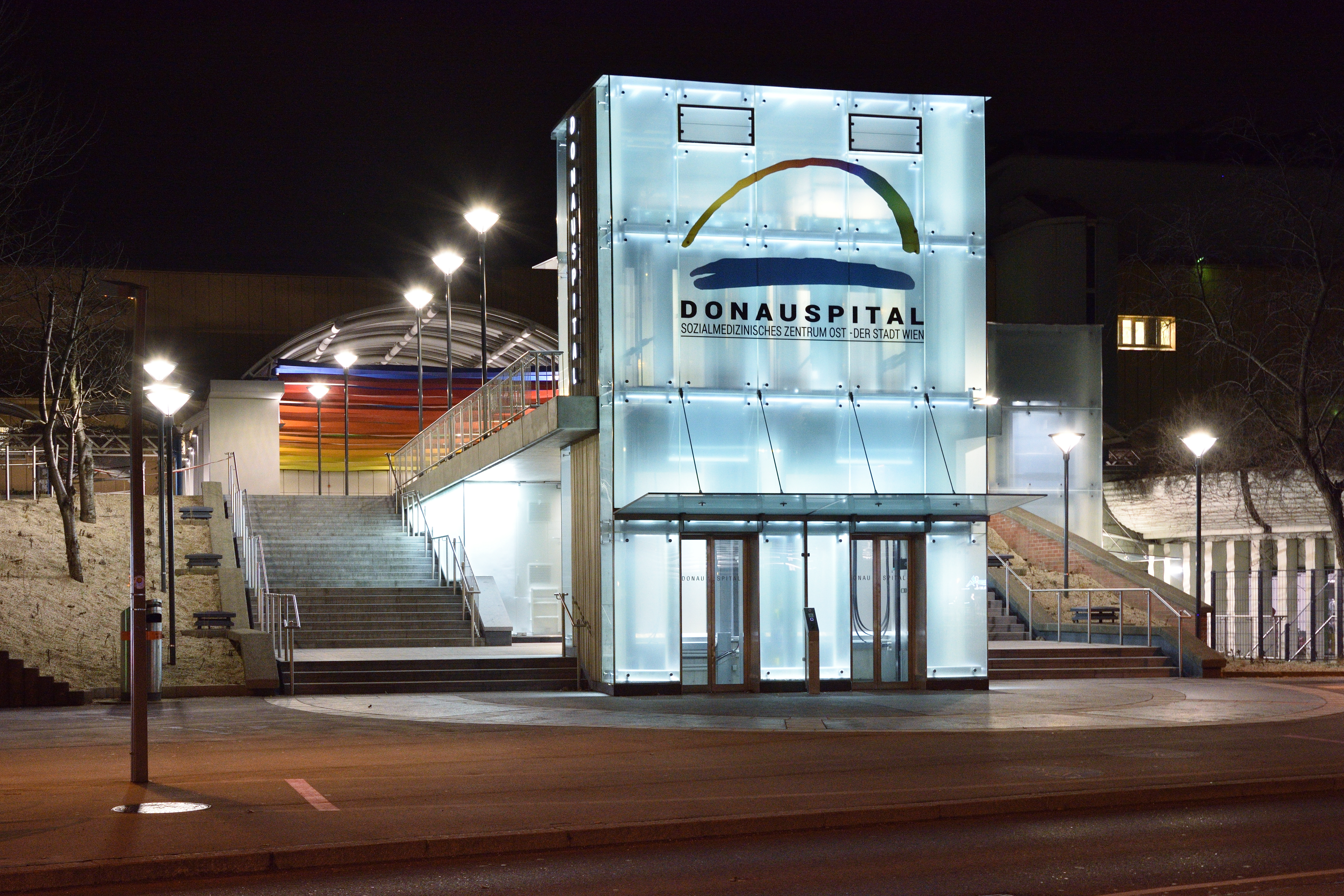
Haupteingang der Klinik Donaustadt in der Langobardenstraße

Die Klinik Donaustadt (bis 2020 Sozialmedizinisches Zentrum Ost – Donauspital, landläufig SMZ Ost) in der Langobardenstraße 122 im 22. Wiener Gemeindebezirk ist ein vom Wiener Gesundheitsverbund geführtes Spital der Stadt Wien. Nach dem Allgemeinen Krankenhaus ist es das zweitgrößte Krankenhaus in Wien.

## Geschichte

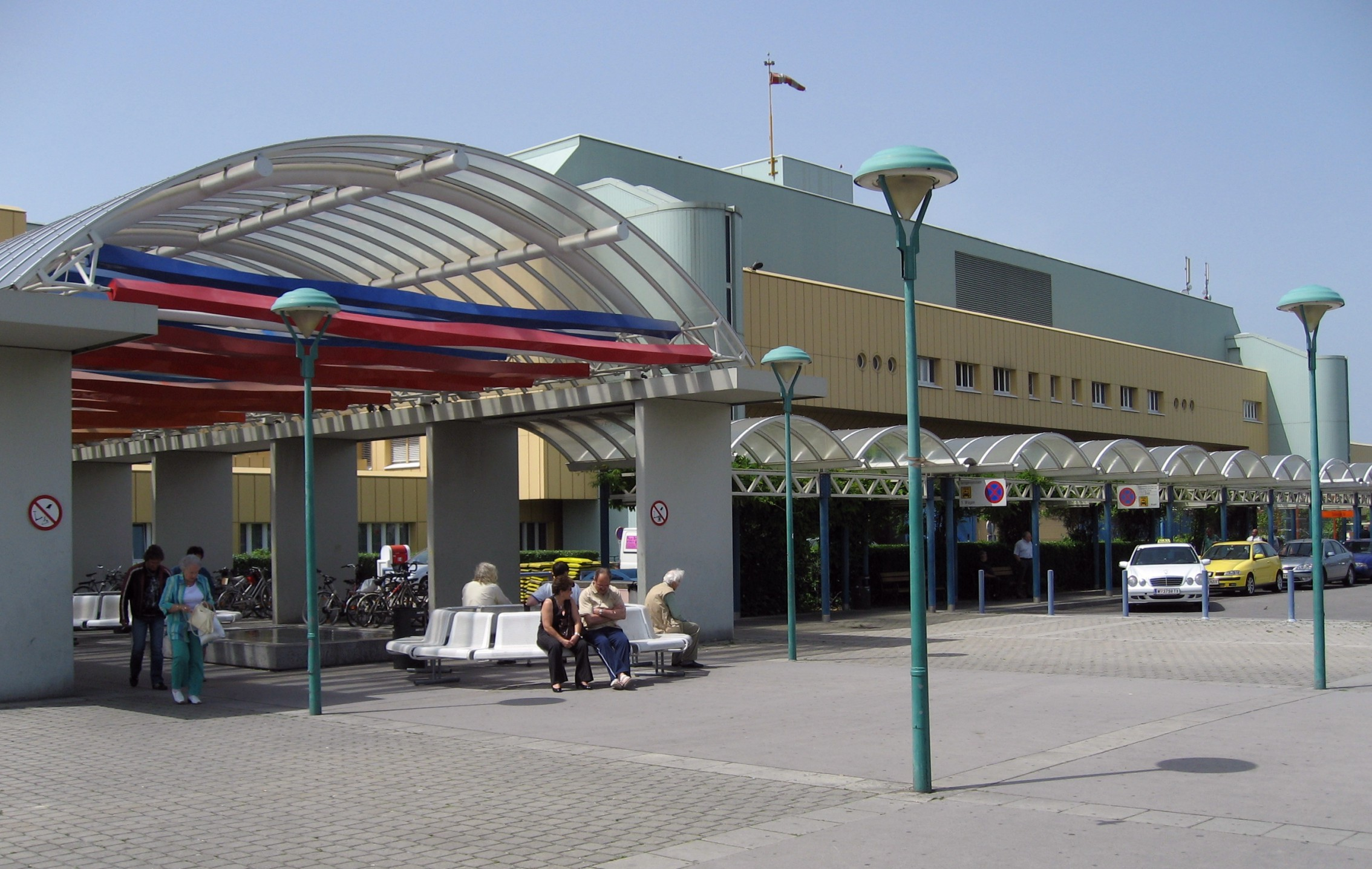
Eingangsbereich der Klinik Donaustadt

Die Klinik Donaustadt ist nach dem Sozialmedizinischen Zentrum Floridsdorf – Krankenhaus und Geriatriezentrum das zweite Krankenhaus der Stadt Wien, das in den „transdanubischen“ Bezirken Floridsdorf und Donaustadt errichtet wurde. Die Planung oblag einer Architektengemeinschaft aus Alexander Marchart, Roland Moebius, Alfred Podgorschek, Ernst Schuster und Josef Fleischer.
Die Klinik wurde in mehreren Stufen errichtet:
- 1978 nahm die Krankenpflegeschule mit 220 Ausbildungsplätzen und angeschlossenem Schulwohnheim mit 180 Einzelwohnräumen[2] den Betrieb auf,
- 1980 wurde das Personalwohnheim mit 500 Wohnungen und
- 1982 das Geriatriezentrum Donaustadt mit 405 Betten und angeschlossenem Geriatrischen Tageszentrum in Betrieb genommen.[3]
- 1985 (Erster Spatenstich am 4. November[4]) erfolgte die Grundsteinlegung für das Krankenhaus.
- Zwischen April 1992 und Mai 1993 wurde die erste Ausbaustufe[5] (offizielle Eröffnungsfeier am 25. Mai 1992[6]),
- zwischen Jänner 1994 und März 1995 die zweite Ausbaustufe[7] und
- zwischen April 1996 und April 1998 die dritte Ausbaustufe in Betrieb genommen.[8]
- Seit 2. Oktober 2010 ist gegenüber dem Haupteingang die U-Bahn-Station Donauspital in Betrieb.
- Im Juni 2020 erfolgte die Umbenennung in Klinik Donaustadt.

## Ausstattung
- Abteilungen:

Interne Aufnahmestation/Notfallambulanz
1. Medizinische Abteilung
2. Medizinische Abteilung
3. Medizinische Abteilung
Abteilung für nuklearmedizinische Diagnostik und Therapie
Neurologische Abteilung
Psychiatrische Abteilung
Abteilung für Kinder- und Jugendheilkunde
Abteilung für Kinder- und Jugendchirurgie
Gynäkologische und Geburtshilfliche Abteilung
Abteilung für Anästhesiologie und Intensivmedizin
Chirurgische Abteilung
Abteilung für Unfallchirurgie und Sporttraumatologie
Orthopädische Abteilung
Neurochirurgische Abteilung
Abteilung für Urologie und Andrologie
Hals-, Nasen-, Ohren-Abteilung
Augenabteilung
Dermatologische Abteilung
- Institute:

Institut für Mund-, Kiefer- und Gesichtschirurgie und Zahnheilkunde
Institut für Labormedizin
Institut für Röntgendiagnostik
Institut für Radioonkologie
Institut für Physikalische Medizin und Rehabilitation
Pathologisch-Bakteriologisches Institut
- Ambulanzen:

Ambulanz des Institutes für Radioonkologie
Aufnahmestation/Notfallambulanz
Ambulanz für Urologie und Andrologie
1. Medizinische Ambulanz
2. Medizinische Ambulanz
3. Medizinische Ambulanz
Neurologische Ambulanz
Psychiatrische Ambulanz
Ambulanz für Kinder- und Jugendheilkunde
Kinderchirurgische Ambulanz
Gynäkologische und Geburtshilfliche Ambulanz
Chirurgische Ambulanz
Ambulanz für Unfallchirurgie und Sporttraumatologie
Orthopädische Ambulanz
Neurochirurgische Ambulanz
Hals-, Nasen-, Ohrenambulanz
Augenambulanz
Dermatologische Ambulanz
Ambulanzen des Institutes für Mund-, Kiefer und Gesichtschirurgie und Zahnheilkunde
Allgemeine Ambulanz des Institutes für Physikalische Medizin und Rehabilitation.
Die Haematologisch-Onkologische Station der 2. Medizinischen Abteilung wurde im Frühjahr 2000 nach dem ehemaligen Gesundheitsstadtrat Alois Stacher benannt.

### Dialysestation
Im August 1994 wurde eine Dialysestation mit acht Betten eröffnet und später auf 13 erhöht.

### Mamma Vital
Bei Mamma Vital handelt es sich um ein im November 2003 von Gesundheitsstadträtin Elisabeth Pittermann eröffnetes Brustkompetenzzentrum, in dem alle mit Prävention, Diagnose, Therapie und Nachsorge von Brusterkrankungen befassten Fachbereiche vertreten sind. Gestaltet wurde es nach Feng-Shui-Richtlinien.

### Kompetenzzentrum für Mund-, Kiefer- und Gesichtschirurgie
Österreichweit kommen aufgrund von Fehlentwicklungen während der Schwangerschaft jährlich etwa 160 Kinder mit einer sogenannten Lippen-Kiefer-Gaumenspalte zur Welt. Das Kompetenzzentrum für Mund-, Kiefer- und Gesichtschirurgie führt bei den Patienten (Alter zwischen sechs Monaten bis ins Erwachsenenalter) die entsprechenden korrigierenden Operationen durch, sondern bietet auch die Möglichkeit zum Erfahrungsaustausch zwischen den Betroffenen.

### Baby-Point
Im Oktober 2004 wurde nach dem Allgemeinen Krankenhaus der Stadt Wien auch in der Klinik Donaustadt ein so genannter Baby Point eröffnet.
Der Baby-Point ermöglicht es den Eltern eines neugeborenen Kindes, die Geburt während des Krankenhausaufenthaltes ohne zusätzliche Amtswege zum Standesamt zu beurkunden. Verwaltungstechnisch handelt es sich dabei um eine Außenstelle der Magistratsabteilung 35 (Einwanderung, Staatsbürgerschaft, Standesamt).

## Statistik
Im Jahr 2006 verfügte die Klinik Donaustadt über durchschnittlich 954 systemisierte Betten. Rund 2.762 Bedienstete betreuten 49.535 stationär aufgenommene Patienten und 361.418 ambulante Fälle.
Seit dem Jahr 2007 verfügt das Spital über durchschnittlich 978 systemisierte Betten.
| Jahr | Bedienstete | Stationäre Patienten | Frequenz Ambulanter Patienten |
| ---- | ----------- | -------------------- | ----------------------------- |
| 2007 | 2.782       | 50.597               | 367.920                       |
| 2008 | 2.827       | 52.664               | 375.797                       |
| 2009 | 2.857       | 52.420               | 379.325                       |
| 2010 | 2.878       | 52.719               | 376.791                       |
| 2011 | 2.900       | 52.111               | 395.075                       |

## Schule für allgemeine Gesundheits- und Krankenpflege
Die Krankenpflegeschule mit 220 Ausbildungsplätzen an der Klinik Donaustadt wurde im Jahr 1978 als erster Bauteil seiner Bestimmung übergeben. Da mit der für 2012 geplanten Inbetriebnahme der Klinik Floridsdorf ein zusätzlicher Bedarf an Pflegebedarf besteht, wurde die Zahl der Ausbildungsplätze an der Krankenpflegeschule durch die Errichtung eines Zubaus auf 390 Ausbildungsplätze erhöht. Eingerichtet wurde als Besonderheit auch eine Freiluftklasse im Garten, der zwecks Wissensvermittlung über Heilpflanzen auch mit Heilkräutern bepflanzt ist.
Angeboten werden folgende Ausbildungen:
- Gehobener Dienst für Gesundheits- und Krankenpflege (letzter Jahrgang begann im März 2017)
- FH-Bachelorstudiengang in Kooperation mit der Hochschule Campus Wien[17]
- Pflegeassistenzausbildung
- Weiterbildung Praxisanleitung

## Sonstiges

### Projekt „Hilfe für Tschernobylkinder“
Im Juli 1997 wurde im Wiener Rathaus ein Vertrag zwischen der Republik Belarus und der Stadt Wien über die Behandlung von infolge des Reaktorunglücks von Tschernobyl an Schilddrüsenkrebs erkrankten Kindern und Jugendlichen abgeschlossen.
Vorgesehen war darin die Behandlung von 24 Kindern und Jugendlichen im Donauspital. Die Stadt Wien übernahm die Behandlungskosten von einer Million Schilling sowie die organisatorische Abwicklung. Eine weitere Million Schilling stellte die Republik Österreich zur Verfügung.

## Kulturdenkmäler

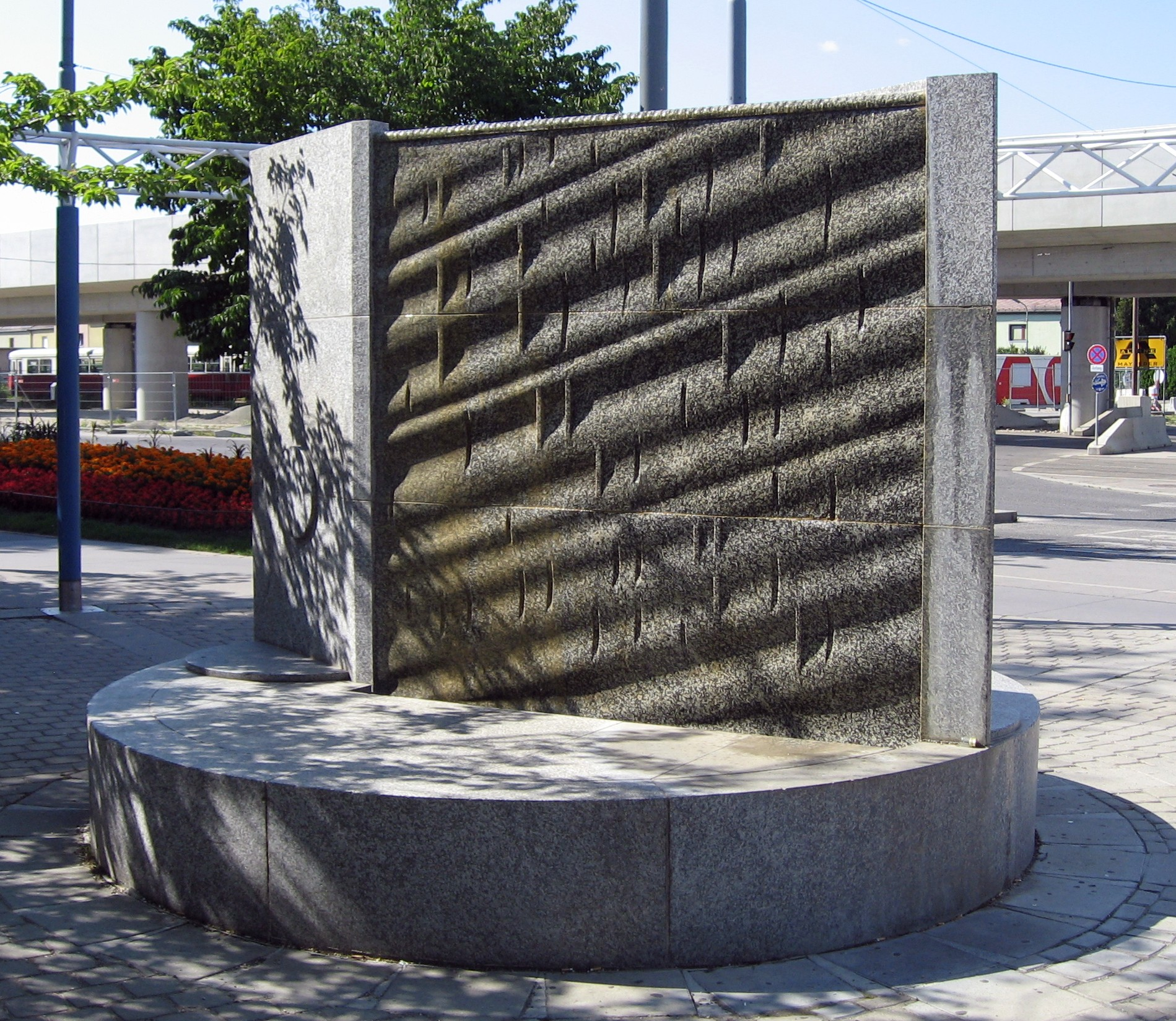
Brunnen Nasser Stein

Vor dem Haupteingang des Spitals befindet sich der von Wilhelm Holzbauer entworfene Brunnen Nasser Stein. Der Brunnen war von 1974 bis 1991 auf der Kärntner Straße aufgestellt und wurde nach seiner Verlegung an den heutigen Standort dort durch den Goldfluss-Brunnen von Hans Muhr ersetzt. Im Osten des Spitalsareals befindet sich am Kapellenweg die 1891 errichtete Feldkapelle.